# 胡晉銘
胡晉銘（英語：Wu Chun Ming，1997年11月21日－），生於香港，香港足球運動員，司職防守中場，現時效力香港超級聯賽球隊理文。

## 早年生活
胡晉銘生於香港，11歲起在西貢幼苗接受正規訓練至13歲，之後先後加入灣仔南華及太陽飛馬青年軍。當年他跑速不高，但是短小精悍，所以一直擔任中後場位置，例如中堅或者防守中場。

## 球會生涯
2015年7月，胡晉銘加盟港超聯球會香港飛馬。他於2016年2月3日以6–1大勝港甲球隊灣仔的足總盃首圈後備入替，首次在頂級賽事上陣，並在補時階段獲得一次大好機會，可惜抽射不入，最終首季職業足球只能有1場出場機會。
在2016/17球季，胡晉銘因其高大威猛的身體，獲得主教練史加倫欣賞，加上在同位置的溫俊受傷仍未能復操，及因幾名飛馬球員涉嫌打假波被捕，使胡晉銘取得上陣機會在採取「雙防中」體系的香港飛馬獲得上陣機會，於2016年8月27日於香港飛馬作客對理文流浪的聯賽，第一次在頂級聯賽正選上陣，處子登場戰至63分鐘，便因為過度緊張，使肌肉繃緊而被換出場，其後幾場亦未能踢足90分鐘，而在香港飛馬在10月對港會的聯賽終於踢畢全場，其後上陣時間大增當季出場20次有18次正選上陣，總結無論球會前教練加倫和繼任的奇雲邦特甚至隊中老大哥陳肇麒都對他讚不絕口，最終季尾他亦首次入選香港足球明星選舉最佳青年球員四強。
於2017/18球季，主教練楊正光也很欣賞他，所以僅19歲就被委以重任，成為球隊副隊長，而他在2017年12月2日對R&F富力的菁英盃分組賽擔任隊長，於70分鐘門前補射破網取得職業生涯首個入球外，還協助飛馬以2–1勝出，而最終季尾他入選香港足球明星選舉最佳青年球員四強及最佳中場八强。
於2018/19球季，由於有兩次受傷關係，上陣時間較上兩季為少，但憑着平穩及省港盃的表現，等了兩年，终於獲選為是年度香港足球明星選舉最佳青年球員獎项。
於2019/20球季，胡晉銘加盟港超聯球會東方龍獅。在出場機會不多的情況下，胡晉銘在2020/21球季被外借至天水圍飛馬。於2021/22球季，他重回東方龍獅。
2022年6月，胡晉銘代表東方龍獅參加亞協盃分组賽，兩場對理文及台南的比賽都司職右後衛正選上陣，兩戰全勝出線9月的淘汰賽。
於2023/24球季，胡晉銘加盟港超聯球會理文。當季他成功協助理文奪得聯賽冠軍。

## 國際賽生涯
胡晉銘於15歲參加香港青年軍選拔，獲當時教練羅繼華選中自此成為香港隊常規成員，到2012年9月28日至10月2日的兩岸暨港澳青年U16足球賽，第一次代表香港青年軍出賽的胡晉銘，司職中堅，於3場比賽中共攻入4球，特別是最後一仗對中國於尾段入球迫和1–1，最後憑較佳得失球而得到冠軍。2013年10月3日至7日，未足16歲的胡晉銘更提升代表青年隊參加在吉隆坡舉行的U19亞洲盃外圍賽，更有兩場出賽機會。
2015年9月28日至10月6日，胡晉銘以隊長身份帶領香港青年軍參加在仰光舉行的U19亞洲盃外圍賽，踢足四場比賽，但只錄得1勝1和2負的成績。2016年7月15日，年僅18歲的胡晉銘入選香港U21的20人決選名單岀戰在新加坡舉行的新加坡四國賽，獲香港隊主教練金判坤器重，但最終三戰全敗。
2017年1月，剛只有19歲的胡晉銘得到徵召正式加入香港代表隊參加第39屆省港盃，得到兩場後備上陣機會兼廣獲球迷好評，亦為9年以來首位最年青的香港隊代表。而當時香港隊教練金判坤更指如非胡晉銘休季時要養傷他早已入選6月大港腳的決選名單，隨後他於2017年7月入選香港U22代表隊參與在朝鮮首都平壤舉行的亞洲足協23歲以下錦標賽外圍賽，在首場作客小組最強的東道主朝鮮，胡晉銘在開賽6分鐘的入球讓香港領先將近60分鐘雖最終被朝鮮迫和1–1，但他亦已終止了香港在是項賽事全敗的紀錄搶得史上3次參戰外圍賽以來的第1分，但最後香港以1勝2和不敗的成績，未能成為五隊最佳次名之一，無緣晉身決賽周。
在2017年9月，他首度入選香港對澳門的第73屆港澳埠際賽名單，更在下半場初段後備入替，最終協助香港以4–0勝出成功衛冕冠軍。直到2017年10月，胡晉銘首度躋身香港代表隊的23名球員決選名單，出戰對老撾國家隊的友賽以及對馬來西亞國家隊的亞洲盃外圍賽，而他於10月5日主場對老撾國家隊的國際友誼賽，正選登場首度代表香港代表隊於國際A級賽亮相，至半場被換出，結果協助香港大勝4–0。
於2018年8月，胡晉銘代表U22參加在雅加達的亞運會足球賽，出線16强。五場比賽中，其中四場踢足90分鐘，取得2勝1和2負的成績。
於2019年1月，胡晉銘以隊長身份帶領以U22為骨幹的香港隊奪得第41屆省港盃，主場更歷史性以4比0擊敗廣東隊。
於2019年3月，胡晉銘以隊長身份帶領U22參加在蒙古烏蘭巴托的U23亞青盃足球小组賽，三場踢足90分鐘，只取得1勝1和1負的成績，排名於朝鮮及星加坡之後。
於2022年6月，胡晉銘得到新帥安達臣徵召入香港隊於印度加爾各塔的亞洲盃外圍賽，期內有兩次以後備身份上場。香港隊在一致睇淡下，採取全場壓迫戰術，先後擊敗阿富汗及柬埔寨，雖然最後一仗負於主隊印度，已經足以得到最佳次名的身分，54年後再次擠身亞洲盃決賽週。
同年7月，胡晉銘再被徵召入香港隊於日本名古屋舉行的東亞盃，三場比賽都獲得正選上陣。雖然賽事全敗，但是球隊主動及壓迫踢法，及每場波見到的進步，已嬴得普遍球迷的掌聲。
2023年9月，胡晉銘入選杭州亞運中國香港足球代表隊。
2023年12月，胡晉銘入選香港隊出戰亞洲盃的決選名單。三場分組賽都獲得正選上陣機會。

## 家庭生活
胡晉銘父親幾乎所有兒子有份的賽事都有入場觀看，包括以前青年軍、港超聯甚至預備組賽事都會去看兒子比賽，而父親更為胡晉銘每場比賽資料記錄下來，使兒子退役後都能留下美好的履歷。胡晉銘現在於香港城市大學修讀公共政策2年級。

## 國際賽事紀錄
- 僅列出國際A級比賽

| 上陣次數 | 時間          | 地點            | 對手 | 比數 | 賽事性質   | 入球(累計) |
| -------- | ------------- | --------------- | ---- | ---- | ---------- | ---------- |
| 1        | 2017年10月5日 | 香港 旺角大球場 |      | 4–0  | 國際友誼賽 | 0 (0)      |

## 榮譽
香港青年代表隊
- 兩岸暨港澳青年U16足球賽冠軍（2012年）
- 東亞足球聯盟18歲以下足球節冠軍（2013年）

太陽飛馬青年隊
- 恆基青年甲組聯賽U18冠軍（2014–15季度）
- 恆基青年足總盃賽U18冠軍（2014–15季度）

香港城市大學足球隊
- 大專盃足球賽冠軍（2015–16季度）
- 大專盃足球賽最佳球員（2015–16季度）
- 香港大專體育協會 最有價值運動員（2015–16季度）

香港飛馬
- 香港足總盃冠軍（2015–16季度）
- 香港菁英盃冠軍（2015–16季度）
- 香港菁英盃亞軍（2016–17季度）

東方龍獅
- 香港高級組銀牌冠軍（2019–20季度）
- 香港足總盃冠軍（2019–20季度）
- 香港超級聯賽亞軍（2019–20季度）

理文
- 香港超級聯賽冠軍（2023–24季度）

香港足球代表隊
- 港澳埠際賽冠軍（2017年）
- 省港盃冠軍（2018、2019年）

個人
- 香港足球明星選舉 最佳年青球員（2018-19季度）

## 外部連結
- 香港足球總會網頁球員註冊資料 （页面存档备份，存于）